# Дисперсна система
Диспе́рсна систе́ма (англ. dispersive system, нім. Dispersionssystem n) — гетерогенна система з двох або більше фаз з сильно розвиненою поверхнею розділу між ними. Фізично неоднорідна система, що складається з дисперсійного середовища та дисперсної фази. Прикладами дисперсних систем є колоїдні розчини та розчини високомолекулярних сполук (ВМС).
Фази дисперсної системи не змішуються між собою і не реагують — тому між ними існує поверхня розділу цих фаз. Одна фаза (дисперсна фаза) розподілена в іншій (дисперсійне середовище). Фази можна розділити між собою фізичними способами: коагуляція, пептизація та ін.
Одна з фаз утворює неперервне дисперсійне середовище (рідина, газ, тверде тіло), в об'ємі якого розподілена (розосереджена) дисперсна фаза у вигляді дрібних твердих частинок, крапель рідини або бульбашок газу.
Дисперсна система з частинками крупнішими 10−4 см називають грубодисперсними, з частинками розміром від 10−5 до 10−7 м — тонкодисперсними (мікрогетерогенними); колоїдно-дисперсні (ультрамікро-гетерогенні) — з частинками розміром від 10−7 до 10−9м.
Системи з газовим дисперсійним середовищем — аерозолі та аерогелі; з рідким — золі, емульсії, суспензії, піни; з твердим — системи типу рубінового скла, опалу, піноматеріали.
Дисперсні системи можуть бути структурованими, якщо між частинками виникають контакти.
ПоширеністьДисперсні системи значно поширені в природі (гірські породи, ґрунти, хмари, тканини живих організмів тощо). До них належать також цементні розчини, бетони, фарби і т.і.